# Městský region Cáchy
Městský region Cáchy (německy Städteregion Aachen) je zemský okres v německé spolkové zemi Severní Porýní-Vestfálsko, ve vládním obvodu Kolín nad Rýnem. Sídlem správy zemského okresu je město Cáchy. Má přibližně 555 tisíc obyvatel. 

## Města a obce
| Města: 1. Alsdorf 2. Baesweiler 3. Cáchy (Aachen) 4. Eschweiler 5. Herzogenrath 6. Monschau 7. Stolberg (Rheinland) 8. Würselen | Obce: 1. Roetgen 2. Simmerath |